# Reusel-De Mierden

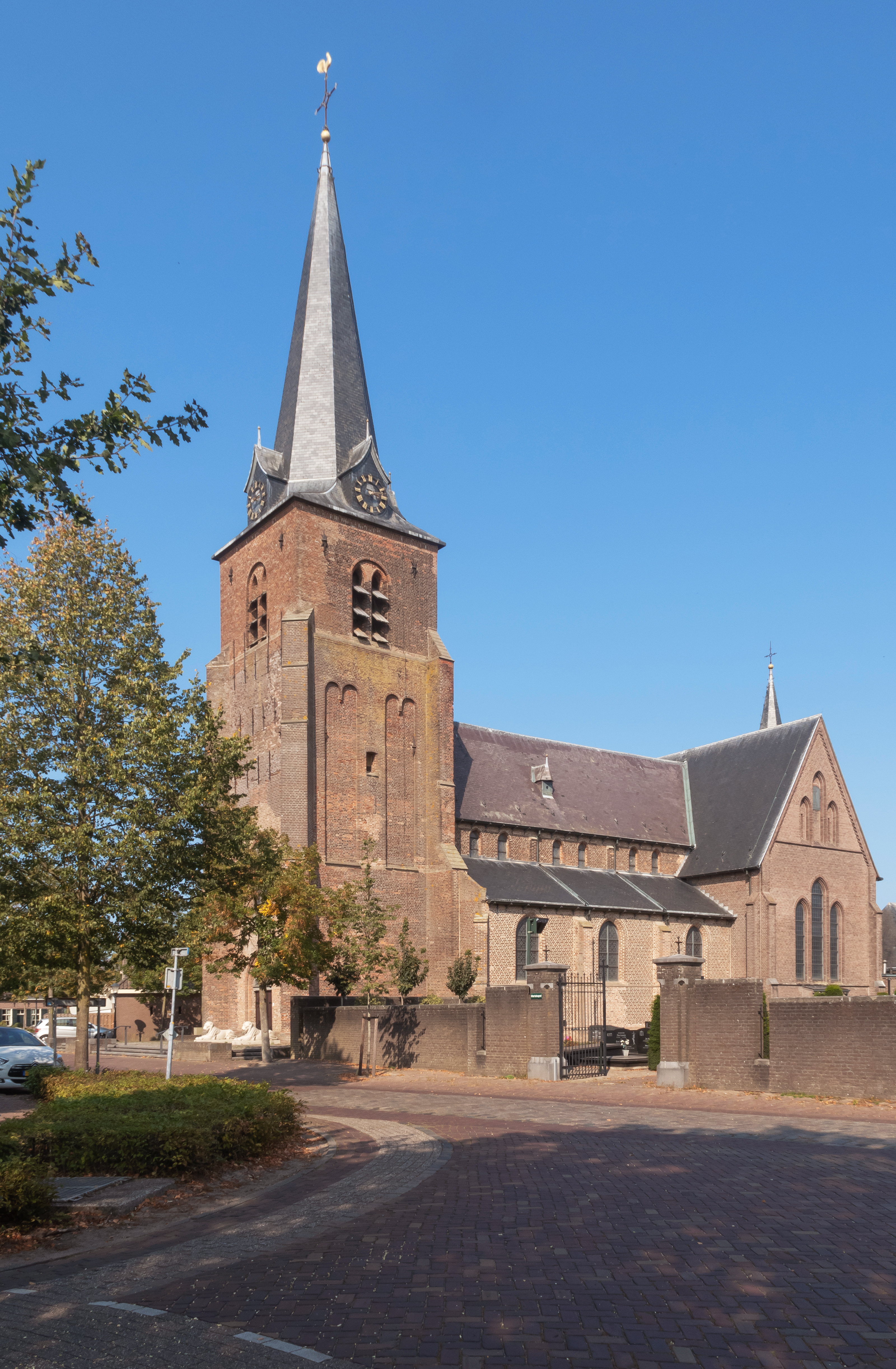
Lage Mierde, la iglesia católica (kerk van Sint Stephanus)

Reusel-De Mierden es un municipio de la provincia de Brabante Septentrional en los Países Bajos, comprendido en el área metropolitana de Eindhoven. El 30 de abril de 2017 contaba con una población de 12.933 habitantes, sobre una superficie de 78,64 km², de los que 0,71 km² corresponden a la superficie ocupada por el agua, con una densidad de 166 h/km². 

## Núcleos de población
- De Hoef
- Hooge Mierde
- Hulsel
- Lage Mierde
- Reusel

El municipio se creó en 1997 por la fusión de los antiguos municipios de Reusel, capital del nuevo municipio, y Hooge en Lage Mierden.